# الديارة (يريم)

تعديل مصدري - تعديل

الديارة محلة تابعة لقرية العدوف، التابعة لعزلة بني عمر بمديرية يريم إحدى مديريات محافظة إب في الجمهورية اليمنية.، بلغ تعداد سكانها 28 حسب تعداد اليمن لعام 2004.